# Stocken-Höfen
Stocken-Höfen est une commune suisse du canton de Berne, située dans l'arrondissement administratif de Thoune.

## Histoire
Le 1er janvier 2014, les communes de Niederstocken, Oberstocken et Höfen bei Thun fusionnent pour former la nouvelle commune de Stocken-Höfen.